# 雍州之战
雍州之战，449年（刘宋元嘉二十六年）十月至次年正月，刘宋建威将军沈庆之率军进攻雍州（治襄阳县，今湖北省襄阳市）蛮的作战。
东晋孝武帝时，开始在襄阳侨立雍州，至449年，宋文帝下令取荆州之襄阳郡、南阳郡、新野郡、顺阳郡、随郡五郡，正式设立雍州，治所为襄阳，以广陵王刘诞为雍州刺史，改封随郡王。由于赋税过重，民不堪命，故当地“蛮”人常聚众反抗。当年十二月，沔（今汉江和北源陕西省留坝县西坝水）北诸山蛮民进攻雍州。沈庆之随刘诞至襄阳，率命率二万余人分八道进讨，随郡太守宗悫自新安道入太洪山，后军中参军柳元景从均水进据五水岭；安北参军马文恭出蔡阳口往取赤系坞；奋威将军王景式由延山下向赤圻；另有振威将军刘顺、司空参军鲁尚期、安北参军顾彬、前青州别驾崔目连等四路。各讨伐兵马都在茹丘山下扎营。诸蛮凭借山势，居高临下，连发矢石，攻打宋軍，宋军不断受挫。沈庆之因去年蛮田丰收，山上多积谷，主张不可与他们旷日相持，应该出其不意，必可获胜。于是命诸军斩木开道，八道并进，鼓噪登山。先据险要、诸蛮相救，首尾难以兼顾，十分惊恐。宋军乘机攻打而胜。沈庆之自冬至春，破雍州蛮，并用蛮兵所积之谷物以充军食，前后斩首三千级，俘虏蛮民二万三千余人，降者二万五千余户。450年正月，沈庆之再率众军进讨，大羊蛮凭险筑重城，山中多木石，蛮民积以为礌石。沈庆之命连营山中，开门相通，各自在营内掘池以供食用之水。不久，起大风，蛮兵夜来烧营，宋军以池水浇灭，并以弓弩夹射，蛮民散走。蛮民所据山高路险，一时难以攻克，沈庆之于是设立东冈，蜀山、宜民、西柴等戍守而还。蛮民被围日久，粮尽，纷纷下山归降，全被迁至京师建康（今南京市）为营户。南北朝时，人口减少，为扩充民力，多以战俘，或所占地区内居民中编为户籍，归军队管辖，称为营户。